# 24 godziny online.pl
24 godziny online.pl – program informacyjny telewizji Nowa TV. Jego pierwsze wydanie ukazało się 9 listopada 2016 roku, czyli tego samego dnia, w którym swoje nadawanie rozpoczęła Nowa TV. Ostatnie wydanie programu zostało nadane na antenie Nowa TV 30 listopada 2018.

## Pora emisji
Emitowany był codziennie o godzinie 18.30 w Nowa TV, a także do 17 kwietnia 2017 roku na antenie 8TV (wcześniej planowano emisję do 20 listopada 2016, ale podjęto decyzję o jej przedłużeniu). 

## Oglądalność
Według danych firmy badawczej Nielsen Audience Measurement program od momentu rozpoczęcia emisji do 10 października 2018 oglądało średnio 34 tys. osób. 26 października 2018 Grupa ZPR Media poinformowała o zakończeniu emisji programu z końcem listopada 2018 i odejściu całego zespołu. Powodem zakończenia emisji podanym przez ZPR Media są „względy biznesowe, wynikające ze słabego dotarcia platformy naziemnej MUX-8, które uniemożliwiło zbudowanie widowni na poziomie zapewniającym rentowność programu”. Ostatnie wydanie programu zostało nadane na antenie Nowa TV 30 listopada 2018.

## Autorzy programu
Redakcję „24 godzin” tworzyło około 100 reporterów i dziennikarzy na terenie całego kraju. Redaktorem naczelnym był Tomasz Sygut, dyrektor informacji i publicystyki Nowa TV.

### Prezenterzy
Program prowadzony był przez damsko-męskie duety prowadzących (bez stałych par):
- Marek Czyż (2016–2018)
- Jarosław Kulczycki (2016–2018)
- Beata Tadla (2016–2018)
- Magdalena Gwóźdź (2017–2018)
- Agnieszka Kopacz (2018)
- Maciej Wróbel (2018)
- Joanna Dunikowska-Paź (2016–2018)

### Prognoza pogody
- Jarosław Kret (2017–2018)
- Ola Kot (2016−2018)
- Paulina Koziejowska (2016−2018)

### Producenci
- Michał Owerczuk (2016–2017)
- Kamil Kozbuch (2016−2018)
- Patryk Zalasiński (2017–2018)

### Wydawcy
- Michał Bandurski
- Jan Ciszecki
- Kinga Dobrzyńska
- Rafał Kurowski
- Grzegorz Sajór
- Magdalena Siemiątkowska

### Reporterzy

#### Krajowi
- Jan Ciszecki (2016−2018)
- Joanna Dunikowska-Paź (2016−2018)
- Adam Feder (2016−2018)
- Agnieszka Kopacz (2016−2018)
- Michał Owerczuk (2016–2017)
- Magdalena Karpińska (2016−2018)
- Radosław Masłowski (2016−2018)
- Małgorzata Nowicka-Aftowicz (2016−2018)
- Patryk Zalasiński (2016−2018)

#### Zagraniczni
- Marcin Firlej (Waszyngton)
- Juliusz Głuski (Kijów), dziennikarz ukraińskiej telewizji Espreso TV
- Magdalena Gwóźdź (Berlin), również korespondentka polskiego oddziału Deutsche Welle

## Tu i teraz
Tu i teraz – program publicystyczny emitowany w latach 2016–2018 na antenie Nowa TV stanowiący uzupełnienie głównego wydania serwisu 24 godziny online.pl. Emitowany był codziennie o godzinie 18:55. 
Do studia zapraszano osoby związane z polityką i ekspertów, z którymi w formie rozmowy przeprowadzano wywiad o najważniejszych tematach dnia. Program prowadził jeden z prezenterów w danym dniu prowadzący wydanie 24 godzin online.pl.
Lista prowadzących:
- Marek Czyż
- Jarosław Kulczycki
- Beata Tadla
- Magdalena Gwóźdź
- Agnieszka Kopacz
- Joanna Dunikowska-Paź
- Maciej Wróbel